# 包拉什焦
包拉什焦（匈牙利語：Balástya）是匈牙利琼格拉德州所辖的一个村。总面积110.00平方公里，总人口3452，人口密度31.4人/平方公里（2011年1月1日）。